# Christoph Trechsler
Christoph Trechsler (1546 – 1624) è stato un artigiano tedesco.
Celebre artefice di Dresda e autore di strumenti di notevole qualità, lavorò in particolare per l'elettore di Brandeburgo.